# Johann Philipp von Gregel
Johann Philipp Gregel, ab 1820 von Gregel (* 7. April 1750 in Prölsdorf; † 2. Januar 1841 in Würzburg) war ein deutscher römisch-katholischer Geistlicher, Kirchenrechtler und Bibliothekar.

## Leben
Gregel absolvierte das Würzburger Jesuitengymnasium. Er wurde 1767 am Priesterseminar Würzburg aufgenommen und begann an der Universität Würzburg ein Studium der Theologie und der Rechtswissenschaft. Dabei erlangte er den Grad eines Lic. theol. Seine Priesterweihe erfolgte am 10. März 1773. Anschließend wurde er Hofmeister bei einem Grafen Schenk. Diesen begleitete er auf einer längeren Reise durch Europa. Sie hielten sich in dieser Zeit für zwei Jahre in Nancy, für zwei Jahre in Göttingen und für eineinhalb Jahre in Mainz auf. An der Universität Mainz wurde er schließlich im Mai 1787 zum Doktor beider Rechte promoviert.
Gregel kehrte 1787 nach Würzburg zurück. Ihm wurde noch im selben Jahr am 4. Oktober eine Stelle als außerordentlicher Professor des Kirchenrechts an der Würzburger Universität übertragen. Außerdem wurde er zum Bibliothekar der Universitätsbibliothek Würzburg ernannt. 1789 erhielt er den Titel eines Wirklichen geistlichen Rats verliehen. Am 19. Mai 1791 wurde ihm die Stelle als ordentlicher Professor des Kirchenrechts und damit verbunden das Kanonikat am Stift Haug übertragen. 1802 lehnte er es ab, im Bistum Würzburg Weihbischof zu werden. 
Gregel legte im Kontext der Säkularisation seine Professur nieder und wurde am 9. Mai 1803 kurfürstlich bayerischer Landesdirektionsrat. Nach der Neuorganisation der bayerischen Verwaltung wurde er 1814 königlicher Regierungsrat und Referent in Kirchensachen. 1823 trat er in den Ruhestand. Er galt als Verteidiger der Säkularisation und der landesherrlichen Rechte bei Besetzung von kirchlichen Ämtern.
Gregel wurde 1820 mit dem Ritterkreuz des Verdienstordens der Bayerischen Krone ausgezeichnet und in diesem Zuge nobilitiert.

## Werke (Auswahl)
- Commentatio Ivris Pvblici Ecclesiastici Germanici De Jvribus Nationi Germanicae Ex Acceptatione Decretorum Basileensium: Qvaesitis Per Concordata Aschaffenburgensia Modificatis Avt Stabilitis, Crass, Mainz 1787.
- De onere reficiendi ecclesias et aedes parochiales, Nitribitt, Würzburg 1793.
- Von den Eheverlöbnißen, zur Erläuterung der Diözesanverordnung vom 20. December 1799, Würzburg 1801.
- Das landesherrliche Patronatrecht: nach den veränderten Verhältnissen der bischöflichen Gerechtsame betrachtet, Göbhardt, Würzburg 1805.